# Diego Rodríguez Carreño
Diego Augusto Rodríguez Carreño (Mollendo, Perú, 22 de junio de 2002) es un futbolista peruano. Juega como lateral derecho y su equipo actual es el Foot Ball Club Melgar de la Liga 1 de Perú.

## Trayectoria

### Inferiores de Melgar y préstamo a Atlético Grau
Llegó a Foot Ball Club Melgar en 2017, donde pudo ser parte de la categoría sub-15 y después de la sub-17. En 2019 debutaría con el equipo de reservas, en donde anotaría un gol aquel año. A su vez, junto a la Institución Educativa Talent School se consagraron campeones de los Juegos Escolares Nacionales en la categoría C. Firmaría su primer contrato profesional el día 17 de enero de 2020, además que fue presentado como parte del primer equipo de ese año. No tendría participación con el primer equipo, mientras que con el equipo de reservas disputó algunos partidos hasta que el torneo se suspendió por la pandemia de COVID-19.
Para 2021, nuevamente no sería considerado con el primer equipo y es entonces que en agosto es prestado, junto a Abraham Aguinaga, al Atlético Grau, que se encontraba en Liga 2. Haría su debut en la fecha 15, siendo titular en la victoria por 6-1 sobre Pirata FC. Posteriormente jugaría cinco partidos más, siendo igualmente titular en todos ellos. No disputaría la final por el ascenso, en la cual lograrían vencer a Sport Chavelines por 2-1 y obteniendo así el ascenso a primera división.

### Préstamo fallido a Binacional y debut con Melgar
De cara a la temporada 2022 sería prestado a Binacional de la Liga 1, sin embargo, ante la lesión de Pedro Ibáñez, jugador de su misma posición, se requirió su regreso a Arequipa. Apareció en lista por primera vez en la fecha 6, siendo suplente en la victoria por 1-0 ante Alianza Lima. Ante la seguidilla de partidos por fase de grupos de Copa Sudamericana, Néstor Lorenzo pondría un equipo alterno para visitar a la San Martín en la fecha 9. Esta sería su oportunidad para debutar con Melgar, siendo así que fue titular en dicho partido hasta el minuto 57, que culminaría en derrota por 2-0. Posteriormente estaría en cuatro partidos más en banca de suplentes, siendo tres de ellos por Copa Sudamericana. A nivel colectivo, llegarían hasta las semifinales de la Sudamericana, además que serían subcampeones nacionales. Tendría más acción con el equipo de reservas, donde sería capitán y con quienes llegaría hasta las semifinales del torneo.

### Préstamo a Juan Aurich y nuevo retorno a Melgar
En 2023 sería presentado con el primer equipo y llegó a tener minutos en el partido de presentación ante Deportivo Pasto, que terminó en derrota por 1-0. En la primera mitad del año no tuvo acción con el primer equipo, estando solo en cinco partidos en el banquillo (uno de ellos por Libertadores). En julio se fue a préstamo a Juan Aurich para disputar la Liga 2. Allí disputó once partidos de doce posibles, jugando en cada uno de ellos el partido completo. Finalizaron en novena posición, fuera de puestos de play-offs por el ascenso.
Para 2024 volvería a ser presentado con el primer equipo. Realizó la pretemporada con el equipo en Argentina, donde tendría acción en los tres partidos preparatorios jugados allí, ante Argentinos Juniors, Independiente y Defensa y Justicia. Por el torneo local, disputó tres partidos en el Clausura, siendo uno como titular, en la victoria de visita por 3-0 a Cusco FC. Con el equipo de reserva jugó en seis partidos y salieron subcampeones. Esto valió para obtener un cupo en la Liga 3.
En 2025 se tenía planeado volver a prestarlo, por ello no fue parte de la pretemporada en Colombia ni fue presentado en la Noche Rojinegra. Finalmente no sería prestado, y jugaría como titular un partido, siendo en la sexta fecha ante Ayacucho FC. Así mismo, sería inscrito con el segundo equipo que disputaría la Liga 3.

## Estadísticas
| Club | Div.          | Temporada     | Liga  | Liga  | Liga    | Copas nacionales(1) | Copas nacionales(1) | Copas nacionales(1) | Copas internacionales(2) | Copas internacionales(2) | Copas internacionales(2) | Total | Total | Total  |
| Club | Div.          | Temporada     | Part. | Goles | Asist.. | Part.               | Goles               | Asist.              | Part.                    | Goles                    | Asist.                   | Part. | Goles | Asist. |
| --- | ------------- | ------------- | ----- | ----- | ------- | ------------------- | ------------------- | ------------------- | ------------------------ | ------------------------ | ------------------------ | ----- | ----- | ------ |
| Atlético Grau · Perú                                                                                                | 2.ª           | 2021          | 6     | 0     | 0       | —                   | —                   | —                   | —                        | —                        | —                        | 6     | 0     | 0      |
| Atlético Grau · Perú                                                                                                | Total club    | Total club    | 6     | 0     | 0       | 0                   | 0                   | 0                   | 0                        | 0                        | 0                        | 6     | 0     | 0      |
| F. B. C. Melgar · Perú                                                                                              | 1.ª           | 2022          | 1     | 0     | 0       | —                   | —                   | —                   | 0                        | 0                        | 0                        | 1     | 0     | 0      |
| F. B. C. Melgar · Perú                                                                                              | 1.ª           | 2024          | 3     | 0     | 0       | —                   | —                   | —                   | 0                        | 0                        | 0                        | 3     | 0     | 0      |
| F. B. C. Melgar · Perú                                                                                              | 1.ª           | 2025          | 1     | 0     | 0       | —                   | —                   | —                   | 0                        | 0                        | 0                        | 1     | 0     | 0      |
| F. B. C. Melgar · Perú                                                                                              | Total club    | Total club    | 5     | 0     | 0       | 0                   | 0                   | 0                   | 0                        | 0                        | 0                        | 5     | 0     | 0      |
| Juan Aurich · Perú                                                                                                  | 2.ª           | 2023          | 11    | 0     | 0       | —                   | —                   | —                   | —                        | —                        | —                        | 11    | 0     | 0      |
| Juan Aurich · Perú                                                                                                  | Total club    | Total club    | 11    | 0     | 0       | 0                   | 0                   | 0                   | 0                        | 0                        | 0                        | 11    | 0     | 0      |
| F. B. C. Melgar "B" · Perú                                                                                          | 3.ª           | 2025          | 6     | 0     | 3       | —                   | —                   | —                   | —                        | —                        | —                        | 6     | 0     | 3      |
| F. B. C. Melgar "B" · Perú                                                                                          | Total club    | Total club    | 6     | 0     | 3       | 0                   | 0                   | 0                   | 0                        | 0                        | 0                        | 6     | 0     | 3      |
| Total carrera | Total carrera | Total carrera | 28    | 0     | 3       | 0                   | 0                   | 0                   | 0                        | 0                        | 0                        | 28    | 0     | 3      |
| (1)Incluye datos de . (2)Incluye datos de la Copa Libertadores (2023, 2024, 2025) y Copa Sudamericana (2022, 2025). |               |               |       |       |         |                     |                     |                     |                          |                          |                          |       |       |        |

## Palmarés

### Torneos oficiales
| Título           | Club            | País | Año  |
| ---------------- | --------------- | ---- | ---- |
| Segunda División | Atlético Grau   | Perú | 2021 |
| Torneo Apertura  | F. B. C. Melgar | Perú | 2022 |